# Brendan Simbwaye

Die Karte zeigt die Lage der Region Sambesi (ehemals Caprivi) in Namibia

Flagge der Caprivi African National Union (CANU) für einen Freistaat Caprivi

Brendan Kongongolo Simbwaye (* 1934 in Ndangamwa; † um 1972) war ein namibischer Anti-Apartheid- und Unabhängigkeits-Aktivist im Caprivizipfel.

## Früher Lebensweg
Simbwaye besuchte die Hold-Family-Missionsschule in Katima Mulilo und beendete diese 1955 nach der achten Klassen. Er machte anschließend am Lukulu-Lehrercollege in Sambia eine Ausbildung zum Grundschullehrer. Erst danach schloss er die 10. Schulklasse am Lyceum-College in Südafrika ab und arbeitete anschließend als Lehrer.

## Politische Karriere
1963 kehrte Simbwaye dem Lehramt den Rücken und begründete gemeinsame mit Mishake Muyongo die Caprivi African National Union (CANU). Ziel war es die Unabhängigkeit des Caprivizipfels von Südafrika zu erreichen. Ende des Jahres reiste Simbwaye nach Sambia, um dort Gespräche mit Vertretern der Vereinten Nationen zu führen. Dort machte er Bekanntschaft mit hochrangigen Mitgliedern der SWAPO, darunter Sam Nujoma, die ihn zu einem Zusammenschluss der beiden Freiheitsbewegungen animierten. Dieser wurde Anfang 1964 beschlossen. Simbwaye wurde daraufhin Vizepräsident der SWAPO.
Simbwaye kehrte im März 1964 in den Caprivi zurück und wurde kurz vor seiner ersten öffentlichen Ansprache im Juli 1964 verhaftet. Ihm wurde das illegale Verlassen des Landes und die Organisation einer öffentlichen Veranstaltung ohne Genehmigung vorgeworfen. Hierfür wurde Simbwaye zu drei Monaten haft im Zentralgefängnis Windhoek verurteilt. Nach der Entlassung wurde ihm eine Rückkehr in den Zipfel verweigert. Er lebte danach kurzzeitig in Warmbad und in Khorixas.

## Tod und Nachleben
Berichten nach wurde Simbwaye 1970 in Pretoria in einem Geheimprozess wegen Terrorismus verurteilt. 1972 kehrte er zu Besuch in den Caprivizipfel zurück und gilt seitdem als verschollen. Unbestätigten Angaben nach soll er von südafrikanischen Sicherheitskräften getötet worden sein.
Nach Simbwaye sind u. a. Schulen und Gebäude in Windhoek bzw. Katima Mulilo benannt. Auch ein Patrouillenboot der namibischen Marine ist seit 2009 nach ihm benannt. Auch eine Straße in der Region Sambesi trägt seinen Namen.